# Micromus timidus
Micromus timidus är en insektsart som beskrevs av Hagen 1853. Micromus timidus ingår i släktet Micromus och familjen florsländor. Inga underarter finns listade i Catalogue of Life.